# Gheorghe (jupan)
Gheorghe a fost un jupan din Dobrogea în secolul al X-lea. Ca și Dimitrie, un alt jupan, Gheorghe pare să fi fost de origine bulgară, sau vlaho-bulgară, și să se fi desprins de bulgari după moartea țarului Samuil I cel Mare. Identitatea clară a lui Gheorghe este controversată, din cauza lipselor de dovezi concrete.
 Acest articol despre un subiect legat de  istoria României este deocamdată un ciot. Puteți ajuta Wikipedia prin completarea sa.